# Ljubka Biagioni
Ljubka Biagioni, zeitweise Ljubka Biagioni Freifrau von und zu Guttenberg, (* 16. April 1968 in Rom, Italien) ist eine italienische Dirigentin.

## Leben

### Werdegang
Ljubka Biagioni wurde als Tochter einer Bulgarin und eines italienischen Gewerkschaftsführers geboren. Sie wuchs in Rom auf und besuchte dort ein humanistisches Gymnasium. Nach langjährigem Klavierunterricht erhielt sie ein Stipendium an der Nationalen Musikakademie „Prof. Pantscho Wladigerow“ im bulgarischen Sofia, wo sie in der Klasse von Georgi Robew eine Ausbildung als Chor- und Orchesterdirigentin erhielt und mit Auszeichnung abschloss. Außerdem studierte sie dort Musiktheorie.
Weitere musikalische Studien führten Biagioni nach Warna in Bulgarien zu Karl Österreicher, an die Accademia Nazionale di Santa Cecilia in Rom zu Norbert Balatsch und Leonard Bernstein sowie an die Accademia Musicale Chigiana in Siena zu Ferdinand Leitner und Waleri Abissalowitsch Gergijew. 1997 arbeitete sie mit Ilja Musin sowie in Rotterdam erneut mit Gergijew zusammen. Danach studierte sie in Rom Philosophie und wirkte nebenher als assistierende Dirigentin in zahlreichen Produktionen mit, wie unter anderem in der Suntory Hall in Tokio, der Arena di Verona, bei den Salzburger Festspielen und in mehreren anderen Städten. Das dabei bearbeitete Repertoire reichte von Mozart, Bellini und Rossini über Verdi und Wagner bis Richard Strauss. Später studierte sie in Frankfurt am Main auch Theologie.
Nach einem Wettbewerbserfolg beim Wiener Kammerorchester unternahm Biagioni mit dem Ensemble im Jahr 1996 eine Österreich-Tournee, die mit einem Auftritt im Wiener Konzerthaus abschloss. Im selben Jahr dirigierte sie Puccinis Manon Lescaut in Lucca, Pisa und Viareggio und erarbeitete eine Produktion von Mozarts Don Giovanni mit dem italienischen Opernsänger Ruggero Raimondi im Megaro Mousikis in Athen. In der Saison 1996/97 wurde Biagioni als Erste Gastdirigentin an das Orchestra Filarmonica Marchigiana berufen, mit dem sie zahlreiche Konzerte in ganz Italien bestritt. Im Jahr 1997 gab sie Konzerte in Dänemark mit dem Aarhus Symfoniorkester sowie im Rahmen einer Tournee in Griechenland mit dem Orchester La Camerata.
Im Jahr 2002 gewann Biagioni den von der Europäischen Union ausgerichteten, internationalen Dirigentenwettbewerb „Franco Capuana“. Bei den Herrenchiemsee-Festspielen dirigierte sie eine Opernreihe mit halb-szenischen Aufführungen mit eigener Regie und Inszenierung; unter anderem brachte sie 2007 Verdis La traviata, 2008 Verdis Nabucco mit Paolo Gavanelli in der Titelpartie, 2009 Mascagnis Cavalleria rusticana, 2010 Verdis Rigoletto  2011 Falstaff, ebenfalls von Verdi und 2013 Ariadne auf Naxos von Richard Strauss.
Verdis Traviata mit Biagionis Inszenierung und musikalische Leitung wurde noch bei dem Festival Klassik am See im Jahr 2012 aufgeführt sowie im Herkulessaal, München, im Jahr 2017.
Von 2010 bis 2015 war sie staatlicher Dirigent beim Sofia Philharmonic Orchestra und beim National Philharmonic Choir „Svetoslav Obretenov“ in Sofia.
Ihr aktuelles Repertoire reicht von Johann Sebastian Bach bis Franz Lehár. Im Bereich der Oper liegt ihr Interesse vor allem beim „italienischen Fach“. Sie hat als Dirigentin mit zahlreichen Orchestern zusammengearbeitet.

### Familie
Ljubka Biagioni war von 1998 bis 2016 mit dem deutschen Dirigenten Enoch zu Guttenberg (1946–2018) verheiratet. Seit ihrer Heirat führte Biagioni den Nachnamen Biagioni zu Guttenberg (vollständig Biagioni Freifrau von und zu Guttenberg); sie hat mit ihrem Mann zwei Söhne.